# あおぞら銀行
株式会社あおぞら銀行（あおぞらぎんこう、英: Aozora Bank, Ltd.）は、東京都千代田区麹町に本店を置く普通銀行。日経平均株価の構成銘柄の一つ。

## 概説
1998年に経営破綻し、特別公的管理銀行として預金保険機構の管理下に置かれた日本債券信用銀行が、2000年9月にソフトバンクグループ・オリックス・東京海上火災保険が組成した投資ファンドへ売却され、商号を変更した。2006年4月1日に普通銀行に転換し現体制となった。
社名は人々が思いを寄せる青空のように思いを共有できるクリーン・オープン・フェアな銀行でありたい思いを込めたものとし、ロゴマーク「フューチャー・ストリーム」（未来への潮流）は金融業の新たな可能性に挑戦する意思を込めた象徴とし、永遠を思い願うイメージの青色「エターナルブルー」を基調に未来への希望を生み出すエネルギーをイメージした下部から右上へ伸びる白い曲線をあしらい、菱形は知性と信頼を表すものとした。
商号変更以来、新興企業やノンバンク・不動産投資信託各社や、地方銀行などと提携した上での中小企業への融資および当行関連会社であるベンチャーキャピタルなど通じた取引が業務の中心となっている。個人顧客対象としては、店舗取引での通常金利より若干利率を引き上げたダイレクトチャネルによる「ダイレクト定期」の取扱を2001年から開始し、新規顧客の獲得に寄与している。
2003年以降、筆頭株主であるソフトバンクグループが米国の投資ファンドサーベラスへ持株を売却し、2006年11月に日債銀から起算すると8年ぶりに東証一部に再上場を果たした。東証一部に上場したあおぞら銀行だが、2008年4月サーベラスグループによるTOBが成立した。サーベラスは上場時にあおぞら銀行株を高値で大量売却し多額の利益を得ており、モラルハザードではないかという声も上がっている。なお、2006年11月30日、同じくサーベラスグループが筆頭株主であるGMAC社に対して5億ドル（当時のレートで約579億円）の投資を行ったが、ほぼ全額が回収不能となった。

### 相次ぐトップ交代
現行名へ変更されてから、短いサイクルでトップの交代が繰り返されている。
社長は丸山博が1年、水上博和が3年3か月、フェデリコ・J・サカサが1年8か月で交代し、会長はエドワード・ハーシュフィールドが1年5か月、マイケル・ロッシが2年、能見公一が1年で交代している。経営トップの人事は大株主であるサーベラスの意向が強く反映されており、サーベラスの短期間で結果を追い求める姿勢が、安易な経営者の交代と無責任体質を生み出すと批判されている。
2008年10月以降、会長ポストが空席ながら、代表権のない取締役副会長が在籍する状態となっていたが、翌年2月には、フェデリコ・J・サカサ社長兼CEOが辞任し社長不在となった。そして、ブライアン F. プリンス副社長執行役員が、代表権もなく取締役でもないまま、社長代行兼CEO代行執行役員に就任し、実務を行う形となっていたが、同年6月、代表取締役社長兼CEOに昇格した。併せて、馬場・徳岡両副社長に代表権を付与した。
2012年9月、ブライアン F. プリンス社長が一身上の都合を理由 に、CEO職を退任の上で代表権のある会長に就任し、後継には馬場副社長がCEO兼務で昇格した。

### 新生銀行との合併の破談
2010年10月に新生銀行との合併を目指していたが、新生側の2010年3月期の連結決算で最終赤字に陥ったことと、双方の経営方針をめぐる対立が解消できなかったことを理由に、予定していた合併を2010年5月14日付けで解消することを正式に発表した。

### サーベラス支配からの脱却
2012年9月、サーベラスが保有株を売却、約9年間のサーベラスの支配から脱却した。サーベラスから送り込まれた経営陣・取締役は2013年6月の株主総会までに順次退任し、日債銀からの生え抜きである馬場信輔らが舵を取る体制となった。

### 大和証券グループ本社との資本業務提携
2024年5月13日、同日発表の2023年度決算について、アメリカの不動産向け融資事業の失敗などが影響し、最終損益が499億円の赤字になった。これを受けて、大和証券グループ本社との間で資本業務提携を締結し、本行が予定している第三者割当増資により、同社が株式の約15%を取得。本行の筆頭株主になることを発表した。
また、2024年6月11日には旧村上ファンド系の投資会社であるシティインデックスイレブンスと村上世彰の長女である野村絢が保有している約9%分も取得することを大和証券グループ本社が発表した。

## 沿革

### あおぞら銀行
- 2000年（平成12年）
  - 9月1日 - 日本債券信用銀行がソフトバンク、オリックス、東京海上火災保険（現・東京海上日動火災保険）などから成る投資グループに売却された。
  - 9月20日 - 大阪市内のホテルで、本間忠世社長が自殺。
  - 12月 - 丸山博が社長就任。
- 2001年（平成13年）
  - 1月4日 - 行名をあおぞら銀行に変更。
  - 4月 - あおぞらダイレクト定期預金の取扱を開始。
  - 12月 - オリックス及びオリックス・クレジットとの共同出資で銀行系消費者金融会社「株式会社あおぞらカード」を設立。マイワン（MY ONE）の名称で事業を開始。
- 2002年（平成14年） - 新キャラクター「ゾウのアオ・ゾーラ」発表。
- 2003年（平成15年）
  - 3月24日 - 本店を千代田区九段南の東京堂千代田ビルディングに移転。移転先は、旧・太陽神戸銀行東京本部、旧・さくら銀行本店、旧・三井住友銀行九段営業部として使用されたビル。
  - 9月5日 - 再民営化以来の筆頭株主だったソフトバンクが、保有する同行の全株式をアメリカの投資ファンド・サーベラスグループに売却した[注 6]。
  - エドワード・ハーシュフィールドが会長に就任。外国人の首脳就任は邦銀大手行で初めて。
  - 12月1日 - 水上博和（前・住友信託銀行取締役兼常務執行役員）が社長就任。
- 2004年（平成16年）
  - 9月22日 - あおぞらカードの全株式を楽天株式会社に売却。楽天クレジットへ社名変更。（2010年（平成22年）現在は楽天銀行カードローンの保証会社として事業中）
  - 11月15日 - 一部報道機関で、株式会社駿河屋の架空増資事件への関与が報じられる。
- 2005年（平成17年）
  - 1月20日 - ヤフーとあおぞら信託銀行（現・GMOあおぞらネット銀行）による、共同インターネットバンキング業務の合意を発表。2006年（平成18年）前半の業務開始を目指すとしていた。
  - 2月23日 - エドワード・ハーシュフィールドが会長退任。マイケル・ロッシが会長に就任。
  - 3月22日 - 2万6400人分の個人情報を紛失したことが分かった。
  - 7月20日 - ニューヨークに駐在員事務所を開設。米国の拠点は、2002年（平成14年）9月に閉鎖して以来、約3年ぶり。
  - 10月1日 - 業務クライアントをWindowsベースから、Macに移行[9]。
- 2006年（平成18年）
  - 2月23日 - ヤフーとあおぞら信託銀行の提携を解消。
  - 4月1日 - この日付けで普通銀行に転換した。2004年（平成16年）4月の新生銀行（旧・日本長期信用銀行）に続くもので、これにより長期信用銀行法に基づく銀行は消滅した。
  - 4月27日 - あおぞら証券株式会社を設立。
  - 11月14日 - この日付けで東京証券取引所第一部に上場。
  - 11月20日 - 日本債券信用銀行時代から通算して15年ぶりの新店舗として、日本橋支店を開設。ただし、普銀転換後に開設された支店で金融債発行の特例が適用されないため、債券の購入は同支店ではできない。
- 2007年（平成19年）
  - 2月22日 - マイケル・ロッシが会長退任。能見公一（農林中央金庫専務理事、農林中金全共連アセットマネジメント社長など）が会長兼CEO就任。
  - 5月15日 - 上海に駐在員事務所を開設。
  - 6月27日 - 水上博和が社長退任。フェデリコ・J・サカサが社長就任。
- 2008年（平成20年）
  - 2月21日 -  株主であるサーベラスとの方針対立から、能見公一会長がCEO職を解任される。同氏は5月21日に取締役を辞任し、あおぞら銀行を去る。フェデリコ・J・サカサ社長がCEOを兼務。
  - 3月31日 - ソウル駐在員事務所を閉鎖。
  - 6月26日 - ジャカルタ駐在員事務所を閉鎖。
  - 7月25日 - 2008年3月期決算が、経営健全化計画で挙げた収益目標を未達成なものであったため（いわゆる「3割ルール」に抵触した）、金融庁から業務改善命令を受ける[10]。
  - 10月3日 - 金融庁へ、経営健全化計画を提出[11]。なお、当初、金融庁は8月25までに提出するよう指示していたが、世界的な金融危機に伴い、提出期限の延長が認められた[注 7]。
  - 12月16日 - バーナード・L・マドフによる巨額詐欺事件に投資していた事を発表。同日発表した被害額は124億円。その後、117億円に訂正。
- 2009年（平成21年）
  - 2月10日 - 2009年3月期決算が約2000億円の赤字になるとの予想を発表。同日、フェデリコ・J・サカサが社長兼CEOを辞任。ブライアン F. プリンス副社長執行役員が社長代行兼CEO代行執行役員に就任、石田克敏取締役副会長執行役員に代表権が付与される。
  - 4月1日 - インターネットバンキングの取り扱いを開始。同時に、ネット支店であるあおぞら銀行インターネット支店を開設。
  - 4月25日 - あおぞら銀行と新生銀行が将来の経営統合について交渉に入ったことが報道された。
  - 6月25日 - 新生銀行と2010年（平成22年）中に合併することで基本合意したと報道された[12][13]。
  - 6月26日 - ブライアン F. プリンスが社長兼CEOに、白川祐司顧問が取締役会長にそれぞれ就任（この時点でブライアン社長と副社長2名(馬場信輔と興銀出身の徳岡国見)に代表権を付与）。これに伴い、石田克敏代表取締役副会長執行役員は辞職した。
  - 7月1日 - 池田憲人顧問が就任。
- 2010年（平成22年）
  - 2月 - 新生銀行との合併が破談となるとの報道がなされた。
  - 5月14日 - あおぞら・新生の両行が、合併解消を正式に発表。
- 2011年（平成23年）
  - 5月16日 - 2011年9月後半債を以って、売出債の新規発行の停止を発表。
  - 9月27日 - 同日の販売を以って、売出債の発行を停止。
- 2012年（平成24年）9月27日 - 馬場信輔代表取締役副社長が社長兼CEOに、ブライアン F. プリンス社長が代表取締役会長に、白川祐司会長が取締役にそれぞれ就任。徳岡国見代表取締役副社長は同職に再任。
- 2013年（平成25年）
  - 3月 - あおぞらキャッシュカード・プラス（Visaデビット）取扱開始、あおぞら地域総研株式会社設立。
  - 6月26日 - ブライアン F. プリンス、徳岡国見が退任。福田誠が取締役会長、田辺雅樹が代表取締役副社長に就任。福田は元財務官僚(金融企画局長)、全国地方銀行協会副会長。田辺は日債銀時代からの生え抜き。代表権を持つ馬場・田辺が、いずれも生え抜きである体制となった。
  - 7月31日 - 勘定系システムを、NTTデータのBeSTA系列の一つ『BeSTAcloud』へ更改することを発表。更改時期は2015年度下期[14]。
- 2014年（平成26年）
  - 2月 - あおぞら投信設立。
  - 5月 - シンガポール駐在員事務所開設。
- 2015年（平成27年）
  - 1月 - あおぞら不動産投資顧問設立。
  - 6月29日 - 公的資金を完済。GMOインターネットとの間で、完全子会社であるあおぞら信託銀行の活用を前提としたネット銀行の共同運営に関する検討を開始[15]。
  - 12月7日 - 償還前の売出債に対する買入消却を実施。
- 2016年（平成28年）5月2日 - 勘定系システムをBeSTAcloudにリプレース[16]。
- 2017年（平成29年）5月8日 - 上智大学が建設した6号館ビル（通称：ソフィアタワー）に本店を移転。ビル1Fに本店窓口を設置[17][18]。
- 2018年（平成30年）
  - 6月1日 - あおぞら信託銀行がGMOあおぞらネット銀行に商号変更。
  - 8月27日 - セブン銀行との接続を開始（片提携）。ゆうちょ銀行では非対応となる、キャッシュカードの暗証番号の変更（VISAデビットの暗証変更は不可）に対応。入金は全時間無料だが、引き出しは時間内でも有料となる。
  - 10月 - GMOあおぞらネット銀行から吸収分割により信託業務を承継し、信託業務を開始。
  - 11月 - 国内全営業店に設置のATMをゆうちょ銀行ATMに置き換えが完了[19]。
- 2019年（令和元年）
  - 7月16日 -「BANK™ BY AOZORA BANKサービス」を開始。支店名はBANK支店（ビーエーエヌケーしてん）（従来から存在した、インターネット支店から改称）である[20]。なお、GMOあおぞらネット銀行とは（資本関係はあるが）別の銀行である。
- 2021年（令和3年）
  - 1月29日 - この日までに、BANK支店および有人店舗窓口での現金取り扱いおよび個人名義の有人支店口座開設の新規受付を終了。
  - 2月1日 - BANK（ビーエーエヌケー）ブルー支店を開設。
  - 10月11日 - BANK（ビーエーエヌケー）スカイ支店を開設。
- 2022年（令和4年）11月1日 - BANK（ビーエーエヌケー）マリン支店を開設。
- 2024年（令和6年）5月13日 - 大和証券グループ本社との間で資本業務提携を締結。本行が予定している第三者割当増資により、同社が株式の約15%を取得し、本行の筆頭株主になる予定[7]。

## 特徴

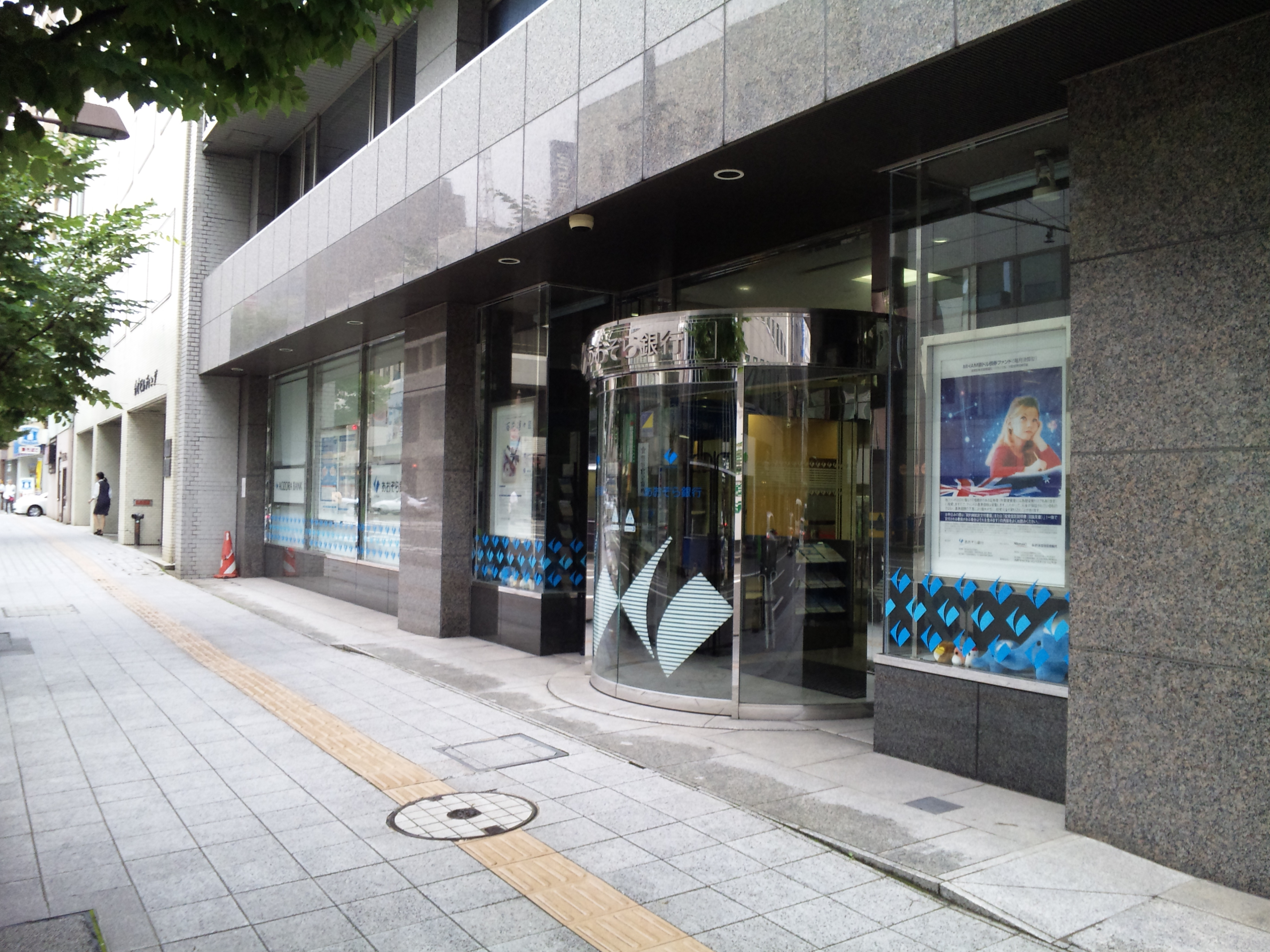
金沢支店

- 店頭での営業は、一部を除き17時まで営業を行っているが、15時以降は基本的に相談業務のみを行っている。
- 定期預金取引は、原則100万円以上の預け入れが条件となる(インターネットバンキングを利用し、かつインターネットバンキング専用預金を利用する場合のみ50万円以上)。
- 2006年（平成18年）4月以降、通常は「普通預金通帳」プラスで、取引の通帳冊子が増える形となる（総合口座規定がないため、一般の銀行に見られる「総合口座通帳」の名称ではない）。それ以前からの取引をしている場合は、長期信用銀行の形態であったことから、債券購入が必須要件であったため、「債券総合口座通帳」が発行された上で、取引ごとの冊子が発行される形となる。なお、「債券総合口座」は、2016年5月2日に行われた勘定系システムのリプレースにあわせて、規定上廃止されており、通帳も他の取引を含むすべてにおいて繰越を余儀なくされたため、「債券総合口座通帳」は、現在は使用不可となり、また以降は発行自体がされていない。
- 2010年頃から、徐々に支店の内装を変えて、「都会のオアシス」をコンセプトに、オアシスの自然をイメージした店づくりを行っている。
- ゆうちょ銀行ATMの利用手数料ならびに時間外手数料は土日祝日も含めて終日無料である。(利用可能時間は全日8時～21時)

### 金融債取引
普通銀行転換後もATMでの債券購入が可能であったが、2008年（平成20年）11月から2009年（平成21年）2月にかけて全店舗のATMの更新の実施及び、2009年（平成21年）2月9日より、テレホンバンキングでの債券取引を債券の満期払出、専用預金払出、中途換金、満期予約を除き全て停止した。また2011年（平成23年）9月27日の発売を以って、新規発行が停止された。これによって2015年12月7日時点で償還されていない売出債を保有している顧客については、同年9月30日までに申し入れをしなかった場合は、強制的に買入消却され、償還日までに保有した場合に入る利息を満額支払いすることで債券を消滅させる措置を行い、勘定系システムのリプレースにあわせて、債券勘定の閉鎖が実施された。

## 公的資金返済
あおぞら銀行は、2000年10月3日付けで整理回収機構より2,600億円の公的資金を受け入れている。これは転換型優先株式として受け入れたものであり、資金が返済されない場合は2012年10月3日に普通株式に強制転換する条件であった。
しかし普通株への強制転換は、金融庁とあおぞら銀行、双方にとってデメリットが大きく、両者で打開策が検討されていた。

### 金融庁にとってのデメリット
一旦、普通株へ転換すると、投下した資金を回収するためには株式を市場で売却する必要がある。しかし単価の高かった優先株は時価換算すると含み損を抱えた状態となり、公的資金回収の目処が立たなくなる。新生銀行において公的資金による優先株が普通株へ転換されたが、現状、株価は低迷しており、資金回収が出来ない状態である。

### あおぞら銀行にとってのデメリット
優先株は、配当金が高い代わりに議決権を持たないものであった。しかし普通株へ転換すると当局が一気に大株主となり、経営の自由度が奪われてしまう。

### 資本再構成プランの発表
2012年8月27日、あおぞら銀行は「資本再構成プラン」を発表した。これは減資を行なった上で、2022年まで最大10年間で公的資金を返済するプランであった。客観的事象として見ると「10年間の分割返済」であるが、同時に自己株式の買入消却や配当性向の引き上げといった株価対策、および公的資金返済を資本剰余金を原資とした特別優先配当で行なうといった会計上の手法を駆使し、10年を掛けずに全額返済を目指すとしている。この資本再構成プランについては、松下忠洋金融担当大臣から好意的な発言があり、発表翌日の東証一部値上がり率ランキングで同行株が全銘柄中2位(銀行業では1位)となるなど、市場からも評価を得た。

### 発表後の経緯
2012年9月27日、臨時株主総会を開催し、公的資金返済のための減資(資本金から資本準備金への振り替え)が、株主総会の特別決議によって承認可決された。同日、筆頭株主のサーベラスが保有株を売却する方針であると発表し、あおぞら銀行も、先に公表した自己株式の買入にはサーベラスからの買い入れも含まれると発表した。市場ではこれを特定の株主を優遇した施策であると捉えられ、同行株は9月27日の東証一部値下がり率ランキングで全銘柄中4位(銀行業では1位)の下落となった。(但し、株価はその後1週間弱でほぼ9月26日の価格まで回復している)
2012年9月27日、預金保険機構はあおぞら銀行と「公的資金としての優先株式の取扱いに関する契約書」を締結した。
- 返済すべき公的資金の上限は2,276億円と取り決め、国はそれ以上の返済を当行に求めない。
- 当行は2,276億円の返済残高を、契約の有効期間中いつでも返済できる。
- 国は、返済が続いている限り、優先株式を第三者に売却しない。
- 株価の上昇等により、返済条件が整えば、当行は原則、2,276億円の返済残高を迅速に返済する。

2012年10月2日、優先株227億円を買入消却し、公的資金の返済を開始した。
2015年6月29日、受け入れた公的資金の残額を完済した。
| 返済日        | 返済額           | 累計返済額       | 返済残額          |
| ------------- | ---------------- | ---------------- | ----------------- |
| 2012年9月27日 | -                | -                | 227,600,000,000円 |
| 2012年10月2日 | 22,700,000,035円 | 22,700,000,000円 | 204,900,000,000円 |
| 2013年6月27日 | 20,490,000,000円 | 43,190,000,000円 | 184,410,000,000円 |
| 2014年6月27日 | 20,490,000,000円 | 63,680,000,000円 | 163,410,000,000円 |

## 自己株式取得

### 2008年度
2008年（平成20年）10月28日、自己株式の取得を開始すると発表した。
- 取得期間 : 2008年（平成20年）11月17日から2009年（平成21年）11月16日まで
- 取得株式総数 : 上限1億6,500万株。(発行済普通株式に対する10%)
- 取得価額総額 : 上限200億円

取得開始から2009年（平成21年）3月末までの4ヶ月半で、上限の94%に上る株式を取得している。
| 取得時期                   | 期間取得株式数 | 期間取得価格    | 期間平均取得価格 | 累計取得株式総数 | 累計取得価格総額 |
| -------------------------- | -------------- | --------------- | ---------------- | ---------------- | ---------------- |
| 2008年11月17日から11月28日 | 24,289,000株   | 2,499,898,000円 | 約102.9円        | 24,289,000株     | 2,499,898,000円  |
| 2008年12月1日から12月30日  | 21,180,000株   | 1,994,652,000円 | 約94.2円         | 45,469,000株     | 4,494,550,000円  |
| 2009年1月8日から1月30日    | 36,979,000株   | 3,520,455,000円 | 約95.2円         | 82,448,000株     | 8,015,005,000円  |
| 2009年2月2日から2月27日    | 35,578,000株   | 3,716,989,000円 | 約104.5円        | 118,026,000株    | 11,731,994,000円 |
| 2009年3月2日から3月31日    | 37,849,000株   | 3,915,154,000円 | 約103.4円        | 155,875,000株    | 15,647,148,000円 |
| 2009年4月1日から4月30日    | 0株            | 0円             | -                | 155,875,000株    | 15,647,148,000円 |

### 2012年度
2012年10月28日、資本再構成プランの一環として、普通株式の取得を開始すると発表した。
- 取得期間 : 2012年（平成24年）10月1日から2013年（平成25年）9月30日まで
- 取得株式総数 : 上限3億3,000万株。(発行済普通株式に対する20%)
- 取得価額総額 : 上限1,000億円

| 取得時期                  | 期間取得株式数 | 期間取得価格     | 期間平均取得価格 | 累計取得株式総数 | 累計取得価格総額 |
| ------------------------- | -------------- | ---------------- | ---------------- | ---------------- | ---------------- |
| 2012年10月1日から10月31日 | 205,000,000株  | 50,284,110,000円 | 約245.3円        | 205,000,000株    | 50,284,110,000円 |
| 2012年11月1日から11月30日 | 26,250,000株   | 6,300,479,000円  | 約240.0円        | 231,250,000株    | 56,584,589,000円 |
| 2012年12月1日から12月31日 | 17,500,000株   | 4,420,619,000円  | 約252.6円        | 248,750,000株    | 61,005,208,000円 |
| 2013年1月1日から1月31日   | 0株            | 0円              | -                | 248,750,000株    | 61,005,208,000円 |
| 2013年2月1日から2月28日   | 40,500,000株   | 11,233,154,000円 | 約277.4円        | 289,250,000株    | 72,238,362,000円 |
| 2013年3月1日から3月14日   | 40,750,000株   | 11,656,424,000円 | 約286.0円        | 330,000,000株    | 83,894,786,000円 |

## 利息付与時期
普通預金の利息は、以前は、2月・8月の第2日曜日の翌営業日付で付与されていたが、2016年5月2日に行われた勘定系システムのリプレースにともない、2月・8月の第2金曜日の翌日に付与される形になった。

## その他
漫画作品「監査役野崎修平」、「頭取野崎修平」で、主人公の野崎が勤務する銀行の名前があおぞら銀行であるが、「監査役野崎修平」の連載開始は実在のあおぞら銀行へ改名する（2001年）前の1998年であり、お互いに関連は一切ない。